# 小行星13305
小行星13305（13305 Danielang）是一颗绕太阳运转的小行星，为主小行星带小行星。该小行星于1998年9月14日发现。

## 轨道参数
小行星13305的轨道半长轴为2.4133341 UA，离心率为0.085。